# 布埃諾斯艾雷斯區 (莫羅蓬省)
布埃諾斯艾雷斯區（西班牙語：Distrito de Buenos Aires），是秘魯的一個區，位於該國西北部皮烏拉大區的莫羅蓬省，始建於1944年1月20日，面積245.12平方公里，海拔高度135米，2005年人口9,165，人口密度每平方公里37人。